# هيو إيمرسون
هيو إيمرسون (بالإنجليزية: Hugh Emerson)‏ هو لاعب كرة القدم الغالية أيرلندي، ولد في 1974 في مقاطعة ليش في جمهورية أيرلندا.